# Ceratocapnos turbinata
Ceratocapnos turbinata là một loài thực vật có hoa trong họ Anh túc. Loài này được (DC.) Lidén mô tả khoa học đầu tiên năm 1986.